# Калугин, Сергей Михайлович
Серге́й Миха́йлович Калу́гин (8 февраля 1867 / 8 марта 1866 — после 1920) — русский и советский архитектор, один из мастеров московского модерна. Автор Петровского пассажа и Сандуновских бань в Москве.

## Биография
В 1894 году со званием классного художника архитектуры и Малой серебряной медалью окончил Московское училище живописи, ваяния и зодчества. В 1900 году был назначен временным архитектором Московского городского кредитного общества, в 1901 году зачислен штатным архитектором. Одним из постоянных соавторов С. М. Калугина был архитектор Б. В. Фрейденберг. Жил на Пречистенке в собственном доме. В 1920 году работал в Центральном отделе сооружений Моссовета. Дальнейшая судьба зодчего неизвестна.

## Постройки в Москве
- Деловое помещение (1895, Поварская улица, 2), не сохранилось;
- Производственное здание (1895, Бол. Николоворобинский пер., д. 9/11, стр. 1(А);
- Сандуновские бани, достройка по проекту Б. В. Фрейденберга (1896, Неглинная улица, 14), объект культурного наследия регионального значения[2];
- Доходный дом (1898, Кремлёвская набережная, 1);
- Доходный дом (1898, Пречистенская набережная, 45/1 — улица Ленивка, 1/45)[2];
- Доходный дом полковника В. К. Тишенинова (1898, Арбат, 6/2);
- Петровский пассаж, совместно с Б. В. Фрейденбергом (1903, Улица Петровка, 10 / Неглинная улица, 13), объект культурного наследия регионального значения[2];
- Доходный дом (1904, Пречистенка, 24);
- Особняк (1907, Гагаринский переулок, 37).

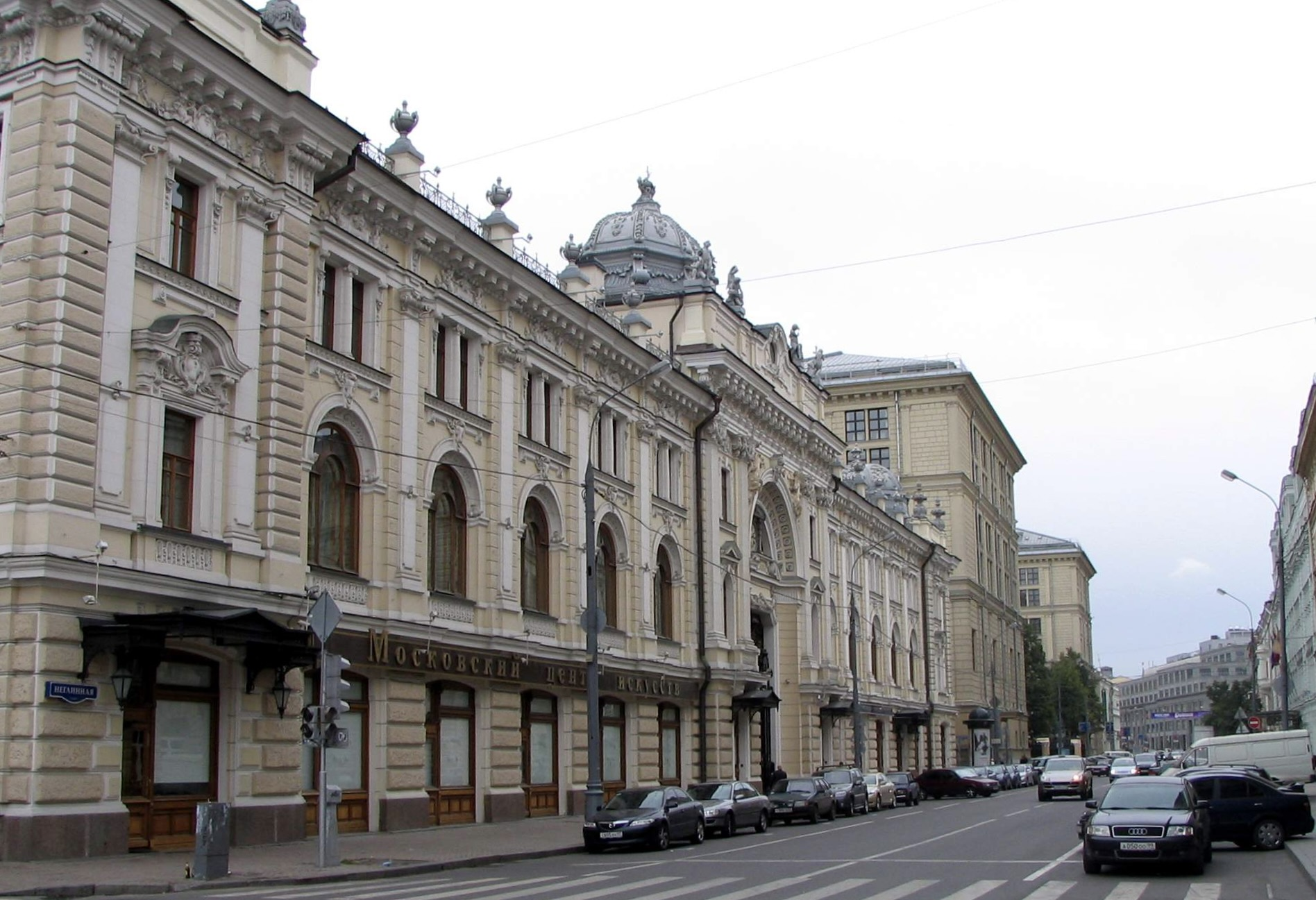
Сандуновские бани
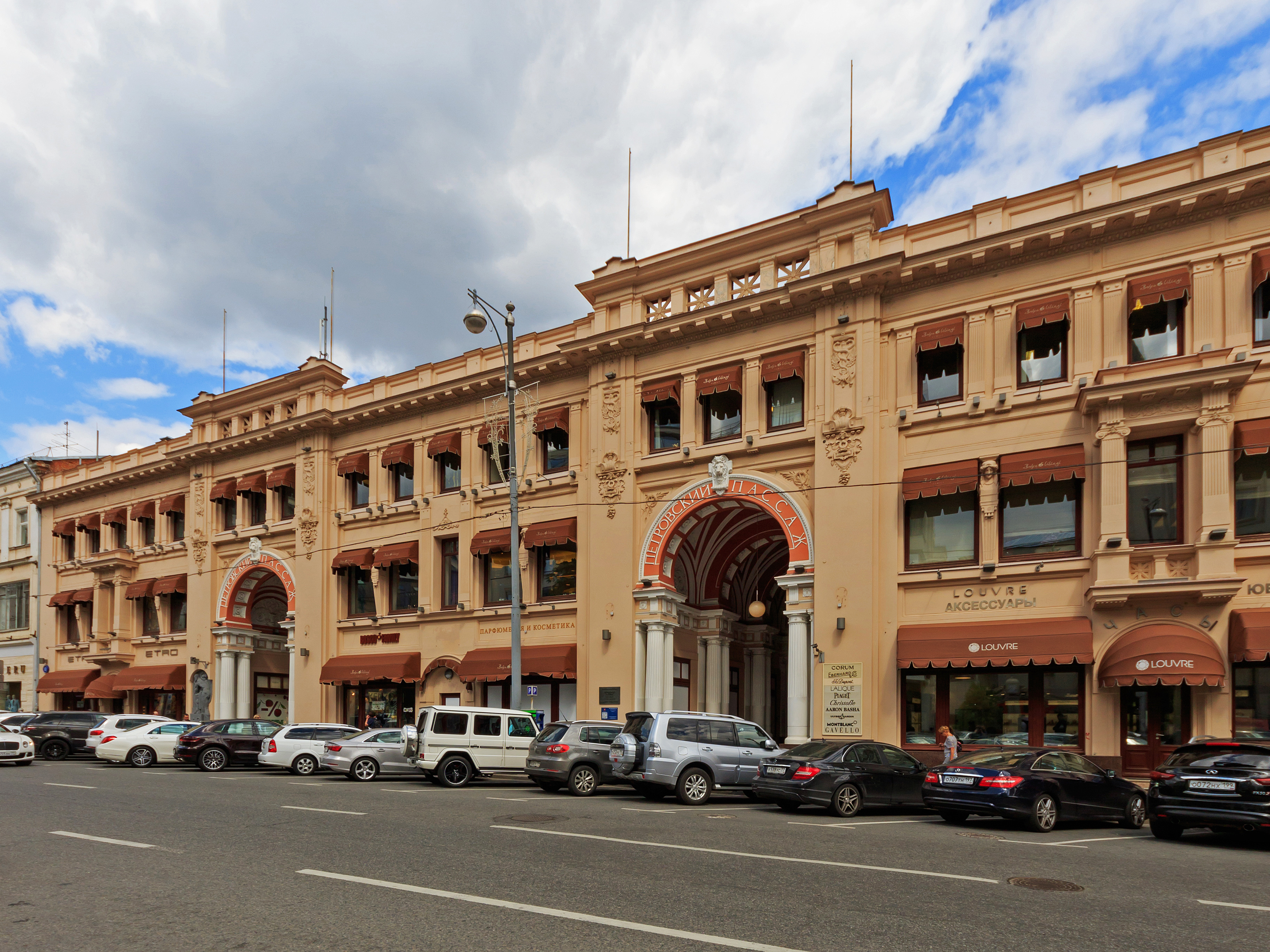
Петровский пассаж